# Piksborg
Piksborg er en borgruin fra slutningen af 1300-tallet med resterne af pælesætning i vandet, der ligger på en ø i søen Bolmens sydlige ende, vest for Ljungby i Annerstads sogn i det nuværende Ljungby kommune, Kronobergs län.
Slottet var bygget af træ med jordvolde, strategisk placeret i Sverige i det daværende grænseland mellem Sverige og Danmark. Det blev brugt som en grænsefæstning og som centrum for kongens fogeder i Sunnerbo härad.
Navnet Piksborg kommer efter hallandske ridder Ebbe Pik, som også ejede godser i Finnveden i 1360'erne. I slutningen af 1300-tallet kom slottet i Abraham Broderssons besiddelse. I 1434 blev slottet nået af en af Engelbrektssons oprørere. Olof Ragnvaldsson, fogeden på borgen, forhandlede med lederen af oprørerne, Herman Berman. Under forhandlingerne blev slottet stukket i brand. Ved branden blev slottet fuldstændig ødelagt og forladt.
I 1908 blev Piksborg gravet ud under ledelse og på bekostning af civilingeniør Algot Friberg og kaptajn Bror Kugelberg.
Piksborg station på den smalsporede Halmstad-Bolmen Järnväg (1889-1966) lå lige syd for borgruinen. Jernbanebroen over Fettjesundet, syd for søen Bolmen, findes stadig ved Piksborg.
- Piksborg station.
- Jernbanebroen ved Piksborg.
- Bolmen ved Piksborg.